# アシュラフ・カーイトバーイ
アシュラフ・カーイトバーイ（? - 1495年）は、エジプトを支配したブルジー・マムルーク朝の第19代スルタン（在位：1468年 - 1495年）。

## 生涯

### 即位
ブルジー・マムルーク朝の第9代スルタンであったアシュラフ・バルスバーイの時代から仕えたマムルークで、1468年に第18代のザーヒル・ティムルブガーを廃して即位した。

### オスマン朝への対策とマムルーク朝最後の安定期
この頃のマムルーク朝では内紛で国力は衰退し、国外では小アジアや東欧でオスマン朝が急速に拡大して矛先をマムルーク朝に向けつつあった。マムルーク朝では第14代・アシュラフ・イーナールの時代にオスマン朝と交戦していた諸国の援軍要請を拒絶するという外交政策の失敗から半ば孤立しており、単独でオスマン朝に対する軍備増強を進めていく。
カーイトバーイは権力闘争などですでに役立たずになりつつあったマムルーク制を廃し、黒人奴隷や下級身分の民衆らによる新たな軍制を定めたり、当時の最新兵器だった鉄砲を導入したりして軍備を増強した。この軍事改革は大成功であり、オスマン朝は何度もマムルーク朝に侵入したが、その都度に敗退してしまった。オスマン朝でも白羊朝との対立が激化し、1481年には名君と称されたメフメト2世が死去し、暗愚といわれたバヤズィト2世が即位してオスマン朝の拡大が停滞するという幸運にも恵まれた。とはいえ、連年の戦いや軍事改革には莫大な軍事費を必要としたため、重税やマムルークの給与減少と人員削減などを行ない、これが民衆や旧来の特権層にあったマムルークの批判を浴びて反乱がエジプト各地で勃発するなどした。
一方で建築などを主とする文化事業にも従事し、カーイトバーイの時代にはマムルーク建築ともいえる建築文化が発展している。
カーイトバーイの治世期には大航海時代も始まり、バルスバーイ以来の貿易政策ですっかり商人の没落が進んでいたエジプト経済は、ペストの流行による人口減少と農業荒廃と相まって経済に深刻な打撃を与えることにもなった。とはいえ、このカーイトバーイの歴代スルタンの中でも長期の27年の治世こそ、マムルーク朝が安定していた最後の時期でもあった。